# Jan Axel Blomberg
Pour les articles homonymes, voir Blomberg (homonymie).
Jan Axel Blomberg (aussi connu sous les noms de Hellhammer ou Von Blomberg), né le 2 août 1969 à  Trysil, en Norvège, est un batteur de black metal norvégien.

## Biographie
Le surnom de Jan Axel Blomberg est juste un homonyme du groupe Hellhammer, groupe formé par Thomas Gabriel Fischer qui précéda Celtic Frost. Ils n'ont pas d’autre lien.
Hellhammer a grandement contribué à la scène black metal norvégienne, elle-même pionnière, et est considéré comme l'un des meilleurs batteurs de black metal au monde, notamment pour la subtilité de son jeu et sa rapidité exemplaire à la double-pédale. Sa formation était plutôt jazz.
Sa carrière débute vraiment en 1988 lorsqu'il rejoint le groupe de black metal Mayhem en remplacement de Manheim. En 1990, il enregistre son premier album avec le groupe, intitulé Live in Leipzig (1993). Toujours en 1993, Euronymous est assassiné par Varg Vikernes. Mayhem cesse alors toute activité. Après cet évènement, Blomberg termine l'album De Mysteriis Dom Sathanas (1994). Officiellement, la basse sur cet album aurait été ré-enregistrée par Hellhammer après l'assassinat d'Euronymous par Varg à la demande de la famille de la victime mais officieusement, elle aurait été enregistrée par Varg Vikernes. C'est en 1995 qu'Hellhammer reformera le groupe.
En dehors de Mayhem, Hellhammer a participé à de nombreux projet musicaux  avec différentes formations : Jørn, Troll, Thorns, Shining, Mezzerschmitt, Nidingr, The Kovenant, Antestor, Arcturus, Age of Silence, Dimmu Borgir et Winds.
Il apparait également dans la vidéo de la chanson "Grim and Frostbitten Kingdoms" du groupe Immortal.
Le livre Lord Of Chaos lui attribue des propos racistes. Il a depuis infirmé ces propos.
Il a exercé auparavant le métier de gardien de nuit dans un hôpital psychiatrique,.

## Discographie
En plus de sa participation à de nombreux groupes, Hellhammer est (ou a été) musicien de studio et/ou de live pour Emperor, Immortal, Mysticum et Fleurety.

### Avec Mayhem
- 1990 : Dawn Of The Black Hearts (live in Sarpsborg)
- 1993 : Live in Leipzig
- 1994 : De Mysteriis Dom Sathanas
- 1995 : In Memorium
- 1997 : Wolf's Lair Abyss
- 1999 : Mediolanum Capta Est
- 2000 : Grand Declaration of War
- 2001 : Live In Marseille
- 2001 : European Legions
- 2004 : Chimera
- 2007 : Ordo Ad Chao
- 2014 : Esoteric Warfare
- 2016 : De Mysteriis dom Sathanas Alive
- 2019 : Daemon
- 2021 : Voces Ab Alta

### Avec d'autres groupes
- Mortem - Slow Death (1989)
- Arcturus - My Angel (1991)
- Arcturus - Constellation (1994)
- Arcturus - Aspera Hiems Symfonia (1996)
- Arcturus - La Masquerade Infernale (1997)
- Covenant - Nexus Polaris (1998)
- Arcturus - Disguised Masters (1999)
- The Kovenant - Animatronic (1999)
- Troll - The Last Predators (2000)
- Jørn - Starfire (2000)
- Thorns - Thorns (2001)
- Troll - Universal (2001)
- Winds - Of Entity and Mind (2001)
- Jørn- Worldchanger (2001)
- Winds - Reflections of the I (2002)
- Arcturus - The Sham Mirrors (2002)
- Shining - Angst - Självdestruktivitetens Emissarie (2002)
- Mezzerschmitt - Weltherrschaft (2002)
- The Kovenant - S.E.T.I. (2003)
- Carnivora - Judas (2004)
- Winds -  The Imaginary Direction Of Time (2004)
- Age of Silence - Acceleration (2004)
- Antestor - Det Tapte Liv (2004)
- Antestor - The Forsaken (2005)
- Shining - The Eerie Cold (2005)
- Arcturus - Sideshow Symphonies (2005)
- Age of Silence - Complications - Trilogy of Intricacy (2005)
- Dimmu Borgir - Stormblåst MMV (2005)
- Arcturus - Shipwrecked in Oslo (2006)
- Dimmu Borgir - In Sorte Diaboli (2007)
- Winds - Prominence And Demise (2007)
- Umoral - Umoral (2007)
- Eyes of Noctum - Inceptum (2009)
- Nidingr - Wolf-Father (2010)
- Lord Impaler - Admire the Cosmos Black (2011)
- Andy Winter - Incomprehensible (2013)
- Dynasty of Darkness - Empire of Pain (2014)
- Arcturus - Arcturian (2015)
- Mortem - Ravnsvart (2019)